# Andrzej Garczarek
Andrzej Garczarek (ur. 1947) – polski poeta, kompozytor i bard.

## Życiorys
Ukończył polonistykę na Uniwersytecie Warszawskim. Wieloletni współpracownik wrocławskiego Teatru Kalambur. W latach 90. inicjował uliczne happeningi w ramach własnego projektu „Kantor wymiany na ulicach”.
W latach 70. jeden ze współautorów i wykonawców emitowanej w Programie III Polskiego Radia audycji „Zgryz” Macieja Zembatego. Od roku 1989, przez prawie dekadę, na antenie tej samej stacji prowadził autorski cykl „Literacko-muzyczny kantor wymiany myśli i wrażeń”. W 1994 otrzymał nagrodę im. Jonasza Kofty za twórczość radiową.